# El Cercado (ort)
El Cercado är en ort i Dominikanska republiken.   Den ligger i provinsen San Juan, i den västra delen av landet, 160 km väster om huvudstaden Santo Domingo. El Cercado ligger 761 meter över havet och antalet invånare är 25 688.
Terrängen runt El Cercado är kuperad åt nordost, men åt sydväst är den bergig. Runt El Cercado är det ganska tätbefolkat, med 67 invånare per kvadratkilometer. El Cercado är det största samhället i trakten. Omgivningarna runt El Cercado är en mosaik av jordbruksmark och naturlig växtlighet.